# Lego Masters
Lego Masters er et international realityserie af britisk oprindelse, hvor forskellige hold kæmper om at bygge den bedste model i Legoklodser. Det er baseret på byggekonkurrencen Lego Masters UK, der blev sendt først gang på britisk tv i 2017. Siden har mange andre lande overtaget formatet og har produceret deres egne versioner. I 2020 ejes konceptet af Lego og Endemol Shine Group.

## Udgaver

### Storbritannien
Det oprindelige Lego Masters havde premiere på den britisk tv-kanal Channel 4 den 24. august 2017. Værten var Melvin Odoom og dommeren var Lego-designeren Matthew Ashton og ingeniøren Roma Agrawal (sæson 1) og Fran Scott (sæson 2).
Serien fik en positiv modtagelse og blev positivt sammenlignet med bageprogrammet The Great British Bake Off.

### Tyskland
Lego Masters Germany blev sendt af RTL. Den første sæson havde premiere den 18. november 2018 og sluttede 9. december samme år. Det bestod af fire afsnit, hvor fire hold kæmpede. Værten var Oliver Geissen. Dommerne var senior Lego developer Juliane Aufdembrink og designprofessor Paolo Tumminelli.
I januar 2020 er casting til anden sæson startet.

### Australien
Den australske udgave blev bestilt i juli 2018 af Nine Network, og blev bekræftet af Nine’s Upfronts i oktober 2018, hvor det også blev annonceret, at værten ville være Hamish Blake, mens dommeren blev Ryan "The Brickman" McNaught. Audition åbnede i juni 2018, og første sæson blev sendt på Nine network fra 28. april til 14. maj 2019. LEGO’s egen Fenella Charity, creative director, deltog som gæstedommer i finalen. Serien blev en succes, og allerede i maj samme år blev der skrevet kontrakt på anden sæson. Den blev filmet senere i 2019. Den 16. oktober 2019 blev anden sæson officielt bekræftet af Nine. Anden sæson blev sendt fra 19. april 2020 og sluttede 18. maj 2020.
Den 16. september 2020 blev serien fornyet med en tredje sæson som blev sendt fra 19. april 2021 og sluttede 17. maj 2021. I april 2021 fornyede Nine Network programmet med en fjerde og femte sæson, hvor Blake fortsat skulle være vært i begge sæsoner.

### Holland og Belgien
En belgisk-hollandsk version af Lego Masters med deltagelse af både hollandske og belgiske Lego-byggere havde premiere den 11. april 2020 på RTL4 i Holland og på VTM i Belgien.
Serien blev præsenteret af Ruben Nicolai og den belgiske Kürt Rogiers. Dommeren var Lego developer Bas Brederode, der oprindeligt er fra Holland, men som nu bor i Billund.

### USA
Den amerikanske udgave af serien blev produceret for Fox af Fox Alternative Entertainment. Den havde premiere den 5. februar 2020, og havde skuespilleren Will Arnett som vært. Dommerne Amy Corbett og Jamie Berard. Blandt deltagerne var flere notable personer i Lego-samfundet som Iceberg Bricks og Boone Langston (fra Beyond the Brick), der begge havde en etableret fanbase før showet. Anden sæson er også blevet bestilt Fox.

### Sverige
En svensk udgave blev sendt i 2020 på tv4.

### Colombia
En colombianske version af Lego Masters bliver produceret af RCN Televisión.

### Chile
En chilensk version af Lego Masters bliver produceret af Chilevisión.

### Polen
Den første version af en polsk version havde premiere 15. november på TVN. Serien havde 6. episoder.

### Danmark
I september 2020 blev der annonceret casting til den danske udgave af programmet, som vil blive produceret af Metronome og sendt på TV 2 16. april 2021. Komikeren Victor Lander var vært i den første sæson af programmet. Dommeren var Søren Dyrhøj, der arbejder som Design Master for Lego.
Modsat den australske og amerikanske udgave af programmet var der ingen pengepræmie. Til gengæld blev vinderparret bygget og udstillet som minilandsfigurer i Legoland i Billund, mens de tre finalebyggerier blev udstillet i LEGO House i Billund.

#### Sæson 1
Farvekoder:
| – | Vindere                                                                                               |
| – | Andenplads                                                                                            |
| – | Parret var i bunden men gik videre                                                                    |
| – | Parret var fredet fra eliminering                                                                     |
| – | Parret var i top 2                                                                                    |
| – | Parret blev elimineret                                                                                |
| – | Parret vandt udfordirngen                                                                             |
| – | Parret vandt guldklodsen                                                                              |
| – | Parret var fredet til næste program, da der ikke var nogen der eliminering i første og fjerde program |
| – | Parret var isoleret derhjemme på grund af covid-19 pandemien men var tilbage i andet program          |
| – | Parret var fredet fra eliminering efter at havde brugt guldklodsen                                    |

| Par               | Program 1 | Program 2 | Program 3              | Program 4              | Program 5              | Program 6              | Program 7              | Program 8              |                        |
| ----------------- | --------- | --------- | ---------------------- | ---------------------- | ---------------------- | ---------------------- | ---------------------- | ---------------------- | ---------------------- |
| Frederik & Magnus |           |           |                        |                        |                        |                        |                        | Vindere                |                        |
| Marwin & Jonas    |           |           |                        |                        |                        |                        |                        | Andenplads             |                        |
| Lasse & Esben     |           |           |                        |                        |                        |                        |                        | Andenplads             |                        |
| Kim & Rune        |           |           |                        |                        |                        |                        |                        | Elimineret (Program 7) | Elimineret (Program 7) |
| Albert & Frederik |           |           |                        |                        |                        |                        | Elimineret (Program 6) | Elimineret (Program 6) | Elimineret (Program 6) |
| Lisanette & Nick  |           |           |                        |                        |                        | Elimineret (Program 5) | Elimineret (Program 5) | Elimineret (Program 5) | Elimineret (Program 5) |
| Tina & Sofie      |           |           |                        | Elimineret (program 3) | Elimineret (program 3) | Elimineret (program 3) | Elimineret (program 3) | Elimineret (program 3) | Elimineret (program 3) |
| Kim & Tomas       |           |           | Elimineret (Program 2) | Elimineret (Program 2) | Elimineret (Program 2) | Elimineret (Program 2) | Elimineret (Program 2) | Elimineret (Program 2) | Elimineret (Program 2) |

#### Sæson 2
Anden sæson havde premiere i efteråret 2022 med Victor Lander og Søren Dyrhøj som hhv. vært og dommer.
Finalen havde et lidt andet format end i første sæson, idet der var inviteret 200 personer i studiet, som hver havde én stemme. Derudover havde Dyrhøj en guldklods, der galt for 75 stemmer. Kun vinderen blev udråbt, men den endelige pointstilling blev ikke afsløret.
| Jakob og Rasmus   |  |  |  |                        |                        |                        |                        | Vindere                |                        |                        |
| Ida og Peter      |  |  |  |                        |                        |                        |                        | Andenplads             |                        |                        |
| Lena og Christina |  |  |  |                        |                        |                        |                        | Andenplads             |                        |                        |
| Brian og Michael  |  |  |  |                        |                        |                        |                        | Elimineret (Program 7) | Elimineret (Program 7) |                        |
| Morten og Troels  |  |  |  |                        |                        |                        | Elimineret (Program 6) | Elimineret (Program 6) | Elimineret (Program 6) |                        |
| Cammi og Sanjeet  |  |  |  |                        |                        | Elimineret (Program 5) | Elimineret (Program 5) | Elimineret (Program 5) | Elimineret (Program 5) |                        |
| Allan og Lorens   |  |  |  |                        | Elimineret (program 3) | Elimineret (program 3) | Elimineret (program 3) | Elimineret (program 3) | Elimineret (program 3) | Elimineret (program 3) |
| Nicki og Johan    |  |  |  | Elimineret (Program 2) | Elimineret (Program 2) | Elimineret (Program 2) | Elimineret (Program 2) | Elimineret (Program 2) | Elimineret (Program 2) | Elimineret (Program 2) |

1. ↑  Blandt disse personer var Esben, Rune og Magnus fra første sæson af programmet, Tammi og Sanjeet der var slået ud tidligere i sæsonen og Timm Vladimir.
2. ↑  Jakob er i familie med Magnus, som vandt i første sæson af programmet, idet han og Magnus er fætre

### Norge
En norsk version af programmet bliver produceret af Mastiff A/S for TV2 i 2021.
Deltagere:
- Øyvind og Ole Jakob Viske Bjelland
- Are Odland og Grzegorz «Gregor» Górczyński
- Ebbe og Joakim Wang (vindere)[39]
- Jørgen Berg Pedersen og Rune Jansson Gabrielsen
- Anna Hui Opsahl og Erman Bora Atabay
- Reier Pytte og Bård Nome
- Kjetil Bergerud Larssen og Johanne Bruun Edvardsen
- Lasse Nymoen og Merete Nilssen